# فيكي هولاند
فيكي هولاند (بالإنجليزية: Vicky Holland) هي تريثلت بريطانية، ولدت في 12 يناير 1986 في غلوستر في المملكة المتحدة.

## وصلات خارجية
- فيكي هولاند على موقع اتحاد الترياتلون الدولي (الإنجليزية)
- فيكي هولاند على موقع IAT Triathlon Database (الإنجليزية)
- فيكي هولاند على موقع اللجنة الأولمبية الدولية (الإنجليزية)
- فيكي هولاند على موقع أوليمبيديا (الإنجليزية)
- فيكي هولاند على موقع اللجنة الأولمبية البريطانية (الإنجليزية)
- فيكي هولاند على موقع اتحاد ألعاب الكومنولث (مؤرشف) (الإنجليزية)